# Un pájaro azul
Un pájaro azul es una película dramática argentina-uruguaya de 2023 dirigida por Ariel Rotter y coescrita junto a Federico Pinto. Está protagonizada por Alfonso Tort y Julieta Zylberberg. La película se estrenó mundialmente el 25 de septiembre de 2023 durante el Festival de Cine Latinoamericano de Biarritz, mientras que su estreno en las salas de cines de Argentina fue el 23 de noviembre de 2023.

## Sinopsis
La historia sigue a Javier y Valeria, una pareja que hace años vienen buscando ser padres, pero no llegan a conseguirlo como tampoco la casa de sus sueños. El conflicto surge cuando una compañera del trabajo de Javier llamada Camila le da la noticia de que está embarazada y el bebé que está esperando es de él. A partir de esto, Javier se da cuenta de que esta reciente situación puede amenazar y destruir su matrimonio con Valeria.

## Elenco
- Alfonso Tort como Javier
- Julieta Zylberberg como Valeria
- Norman Briski como Papá de Javier
- Susana Pampín como Nuria Palau
- Romina Paula como Camila
- Walter Jakob como Diego
- María Villar como Julieta
- Verónica Hassan
- Néstor Guzzini
- Julián Larquier Tellarini como Damián
- Alejandra Flechner como Mamá de Valeria
- Eugenia Guerty como Médica
- Horacio Acosta como Papá de Valeria

## Recepción

### Comentarios de la crítica
La película cosechó reseñas favorables por parte de la crítica. Diego Brodersen de Página 12 calificó a la cinta con un seis, resaltando que el director convoca «un reparto de rostros reconocibles y talentosos en los papeles secundarios», sin embargo, cuestionó que «el resultado es apenas efectivo, como si se tratara de un borrador de otra película más profunda y emotiva». Diego Batlle de Otros cines elogió el trabajo Rotter, afirmando que el director logra una película «melancólica, nostálgica, minimalista y desgarradora», como así también una «cuidada y bella puesta en escena».
En una reseña para La Nación, Alejandro Lingenti escribió «entre sus fortalezas destacan un elenco muy inspirado, una buena banda sonora y un humor ligero y asordinado que asoma de manera intermitente para matizar el tono más grave que domina la narración». Pablo O. Scholz de Clarín señaló que la película levanta vuelo gracias a las interpretaciones del elenco, que lo convierte en «un buen filme» y en «un drama intenso e interior».

### Premios y nominaciones
| Lista de premios y nominaciones | Lista de premios y nominaciones              | Lista de premios y nominaciones   | Lista de premios y nominaciones | Lista de premios y nominaciones | Lista de premios y nominaciones |
| Año                             | Organización                                 | Categoría                         | Nominado/a(s)                   | Resultado                       | Ref(s)                          |
| ------------------------------- | -------------------------------------------- | --------------------------------- | ------------------------------- | ------------------------------- | ------------------------------- |
| 2024                            | Festival de Cine Latinoamericano de Biarritz | Premio del jurado                 | Un pájaro azul                  | Ganador                         | [ 9 ]                           |
| 2024                            | Festival de Cine Latinoamericano de Biarritz | Mejor actor                       | Alfonso Tort                    | Ganador                         | [ 9 ]                           |
| 2024                            | Premios Sur                                  | Mejor fotografía                  | Guillermo Nieto                 | Nominado                        | [ 10 ]                          |
| 2024                            | Premios Sur                                  | Mejor dirección de arte           | Aili Chen                       | Nominada                        | [ 10 ]                          |
| 2024                            | Premios Martín Fierro de Cine y Series       | Mejor actriz de comedia           | Julieta Zylberberg              | Nominada                        | [ 11 ]                          |
| 2024                            | Premios Martín Fierro de Cine y Series       | Mejor actor de reparto de comedia | Norman Briski                   | Nominado                        | [ 11 ]                          |